# Fungulus
Fungulus is een geslacht uit de familie Molgulidae en de orde Stolidobranchia uit de klasse der zakpijpen (Ascidiacea).

## Soorten
- Fungulus antarcticus Herdman, 1912
- Fungulus cinereus Herdman, 1882
- Fungulus curlus Monniot F. & Monniot C., 1976
- Fungulus minutulus Monniot C. & Monniot F., 1991
- Fungulus perlucidus (Herdman, 1881)